# Уханський гуртовий ринок морепродуктів
30°37′10″ пн. ш. 114°15′27″ сх. д. / 30.619583333333° пн. ш. 114.25761111111° сх. д.
Ринок екзотичних тварин та морепродуктів в Ухані (кит. 武汉华南海鲜批发市场) — ринок тварин і морепродуктів у китайському місті Ухань. Гуртовий ринок, на якому продавались такі продукти споживання, як борсуки, кажани, бобри, осли, верблюди, кури, крокодили, собаки, лисиці, гігантські саламандри, коали, свині, бабаки, видри, павичі, фазани, їжатці, кролики, щури, вівці, олені, вовчата, отруйні змії тощо.
Ринок є ймовірним джерелом спалаху коронавірусу 2019-nCoV. Там продавали південнокитайського багатосмугового Крайта і китайську кобру, які розглядалися як можливі носії 2019-nCoV.  
З 1 січня 2020 року ринок був закритий в цілях боротьби з поширенням вірусу    . 
Китайські науковці виявили, що ще одним джерелом поширення коронавірусу міг бути не уханський ринок морепродуктів, а місцева наукова лабораторія. Такого висновку дійшли біологи Ботао Сяо та Лей Сяо, які опублікували звіт під назвою “Можливі джерела спалаху коронавірусу 2019-nCoV”, про що повідомляє London loves Business. У звіті йдеться, що вивченням коронавірусу у кажанів займалися дві місцеві лабораторії, і одна з них знаходиться усього за 280 метрів від ринку морепродуктів.  
“Ми коротко вивчили історію діяльності лабораторій та дійшли висновку, що коронавірус, ймовірно, походить з лабораторії”, - зазначили науковці. 
При цьому один з учених розповів, що після того, як хворий на коронавірус кажан напав на дослідників, вони були змушені пробути на карантині 14 днів.

## Інформація безпосередньо про ринок
Ринок займає більше 50 000 квадратних метрів і вміщує понад тисячу орендарів. Це найбільший оптовий ринок морепродуктів в Ухані і Центральному Китаї.
На ринку були жахливі умови для продажів. Антисанітарія, маленька відстань між сусідніми прилавками із живим та мертвим "товаром".

Уханський ринок